# Félix Van Merris
Felix Eugène Marie Corneille Van Merris (Poperinge, 22 oktober 1855 - Lisieux, 29 augustus 1918) was een Belgisch volksvertegenwoordiger en burgemeester.

## Levensloop
Van Merris werd kandidaat wijsbegeerte en letteren (1879) en kandidaat in de politieke en administratieve wetenschappen (1880) aan de Katholieke Universiteit Leuven. Hij trouwde in 1883 in Sint-Lambrechts-Woluwe met Marguerite Beckers (1861-1930). Ze kregen elf kinderen, van wie slechts een trouwde.
Hij werd gemeenteraadslid (1884), schepen (1888) en burgemeester (1904-1918) van Poperinge. Van 1892 tot 1896 was hij ook provincieraadslid.
In juli 1896 werd hij verkozen tot katholiek volksvertegenwoordiger voor het arrondissement Ieper. Hij vervulde dit mandaat tot aan zijn dood.